# Henry-Ernst Simmon
Henry-Ernst Simmon, oft auch Henry E. Simmon oder Henry-E. Simmon, (* 25. August 1925 in Hamburg; † 26. Juni 2003 in Ahrensburg) war ein deutscher Theaterregisseur und Schauspieler.

## Leben
Henry-Ernst Simmon wurde als Sohn einer seit Generationen in Hamburg ansässigen Kaufmannsfamilie geboren. Seinen Berufswunsch, Tropenmediziner zu werden, gab er zugunsten der Schauspielerei auf. Aufgrund seiner Bekanntschaft mit dem damaligen Intendanten des Deutschen Schauspielhauses Karl Wüstenhagen, begann Simmon eine entsprechende Ausbildung im Haus an der Kirchenallee. 1960 kam er an das Junge Theater, dem späteren Ernst-Deutsch-Theater, wo er 21 Jahre als Regisseur und Chefdramaturg tätig war. Seine bekannteste Inszenierung war 1967 Nathan der Weise von Gotthold Ephraim Lessing mit Ernst Deutsch in der Titelrolle. Auch zahlreiche Weihnachtsmärchen entstanden unter Simmons Regie. Nach seiner Tätigkeit in Hamburg arbeitete er freischaffend und inszenierte an vielen Bühnen Deutschlands.
1973 hatte Simmon Kontakt zur Deutschen Bühne im rumänischen Hermannstadt geknüpft. Mit einem Regiegastvertrag inszenierte er dort zwischen 1974 und 1976 insgesamt vier Stücke, 1974 Brechts Der gute Mensch von Sezuan, das von örtlichen Kritikern durchweg positiv aufgenommen wurde, und Fuhrmann Henschel von Gerhart Hauptmann. 1975 folgte eine weitere Inszenierung Simmons von Nathan der Weise, 1976 beendete er sein Hermannstädter Gastspiel mit Hebbels Gyges und sein Ring. 1975 wurde Simmon Mitglied der Siebenbürgischen Landsmannschaft, die ihn für seine Arbeiten mit dem Goldenen Ehrenwappen auszeichnete.
Nach 1960 war Henry-Ernst Simmon nur noch selten als Schauspieler tätig, insbesondere blieben Arbeiten vor der Kamera eine Ausnahme. So konnte man ihn zwischen 1970 und 1991 in jeweils zwei Folgen der Serien Sonderdezernat K1 und Großstadtrevier und dem Tatort sehen.
Henry-Ernst Simmon gab 1977 ein Buch zum 25-jährigen Bestehen des Ernst-Deutsch-Theaters heraus. In späteren Jahren war er auf Kreuzfahrtschiffen unterwegs, wo er Vorträge über Kunst- und Kulturgeschichte hielt. Simmon lebte zuletzt im schleswig-holsteinischen Ahrensburg. Er war verheiratet. Seine Frau war allerdings bereits vor seinem Umzug nach Ahrensburg verstorben.

## Filmografie
- 1970: Tatort – Taxi nach Leipzig
- 1973: Kriminalobermeisterin E. R.
- 1973: Sonderdezernat K1 – Trip ins Jenseits
- 1973: Tatort – Platzverweis für Trimmel
- 1982: Sonderdezernat K1 – Tödlicher Ladenschluss
- 1989: Großstadtrevier – Die neue Kollegin
- 1991: Großstadtrevier – Der Reporter

## Auszeichnungen
- um 1975: Goldenes Ehrenwappen der Siebenbürgischen Landsmannschaft
- 1987: Bundesverdienstkreuz am Bande für den Erhalt deutscher Sprache und Kultur[2]

## Veröffentlichungen
- 25 Jahre. Das Junge Theater – Ernst Deutsch Theater Hamburg. 1951–1976. Conrad Kayser, Buch- und Offsetdruck, Hamburg (1977), 156 Seiten